# Cadaujac
Cadaujac är en kommun i departementet Gironde i regionen Nouvelle-Aquitaine i sydvästra Frankrike. Kommunen ligger i kantonen La Brède som tillhör arrondissementet Bordeaux. År 2022 hade Cadaujac 6 784 invånare.

## Befolkningsutveckling
Antalet invånare i kommunen Cadaujac
Referens:INSEE